# Frans Hals Museum
Frans Hals Museum er et museum som ligger i den hollandske by Haarlem. Det ligger i et fattighus fra 1600-tallet, men blev i 1913 indrettet til museum.
Museet er opkaldt efter maleren Frans Hals fra det 17. århundrede og har flere malerier af ham, men indeholder også nogle samtidige kunstværker, deriblandt malerier, grafiske værker, skulpturer og keramik.